# 内田直哉
内田 直哉（うちだ なおや、1953年5月1日 - ）は、日本の俳優、声優。大沢事務所所属。東京都出身。

## 来歴
15歳の時、劇団若草に入団し、1972年『幻の殺意』（NHK）でデビュー。大学中退後は若駒プロ入り。1970年代は神谷明、中尾隆聖、福沢良一らとユニット「フォーインワン」を結成し活動。
日本大学芸術学部演劇科中退。
高瀬プロダクション、内藤音楽事務所、81プロデュース、リマックスを経て、大沢事務所に所属。
1980年、『電子戦隊デンジマン』（テレビ朝日）で緑川達也 / デンジグリーンを演じる。その後、劇団薔薇座のミュージカルに出演したことをきっかけにミュージカルに興味を持ち、1982年、内藤法美に師事し本格的にミュージカルに取組む。『ピーターパン』『マイフェアレディー』『デュエット』など数々の舞台を経験し、1987年に5万人近いオーディションの中『レ・ミゼラブル』の初代アンジョルラス役を射止める。
1996年ごろから声優を中心とした活動を始める。
2008年8月公開の『炎神戦隊ゴーオンジャー BUNBUN!BANBAN!劇場BANG!!』で雷剱の声を担当し28年ぶりにスーパー戦隊シリーズに関わった。またテレビシリーズの『炎神戦隊ゴーオンジャー』にも雷々剱の声でゲスト出演している。
2010年、『COBRA THE ANIMATION』のテレビシリーズでは、主役のコブラを野沢那智から引き継いだ。2009年製作のOVA版では、内田は若いころ（整形前）のコブラを演じている。同年1月をもってリマックスを退所し、現在は大沢事務所所属で活動。

## 人物
趣味はゴルフ。特技は歌唱、ダンス。
妻は2001年ミス・ユニバース日本代表、荒内美沙緒。
吹き替えではウディ・ハレルソンをはじめ、ブルース・ウィリスやケネス・ブラナー、アンディ・ガルシア、ポール・マクレーン、ピーター・カパルディ、デヴィッド・モース、グレッグ・キニア、ハリソン・フォードなどを担当する。
ウディ・ハレルソンは『ステイ・フレンズ』で初担当。2019年ごろから起用が多くなったといい、現在では大半の作品を吹き替えている。『LBJ ケネディの意志を継いだ男』で担当した際には、「ウディ・ハレルソンの定番声優」と評されるほどに定着した。同作で担当した際にはウディの特殊メイクに驚嘆し、自身も精一杯の演技で臨んだことから「皆様にも是非見て頂きたい」とツイートしており、自信作となっているという。『ヴェノム:レット・ゼア・ビー・カーネイジ』ではウディ演ずる強大かつ残虐なシリアルキラー、クレタス・キャサディの吹き替えを担当。クレタスと対峙する主人公のトム・ハーディの吹き替えを担当した諏訪部順一は内田の演技が素晴らしかったと語っている。
ブルース・ウィリスは『シックス・センス』の日本テレビ版で初担当。その後も『ダイ・ハード』シリーズを除き多くの作品で担当しており、現在では樋浦勉と分け合う形でのフィックスとなっている。予告編ナレーションも担当した『デス・ウィッシュ』で担当した際は、リメイク元の『狼よさらば』を観ていたことから「まさかブルース・ウィリスによって生まれ変わり、そして自分が吹替をすることになるとは…」と感慨深いものがあったと語り、「クールに粛々と復讐を遂行して行く主人公、久々にブルース・ウィリスの大人の演技を肌で感じました」とウィリスの演技に敬意を表した。2008年には内田が主人公のケイン役を務める『KANE&LYNCH: DEAD MEN』が映画化されることが発表され、ケイン役の候補にウィリスが挙がっていたことが話題になった。なお、自身が吹き替えを担当した中でも気に入っている作品には『ティアーズ・オブ・ザ・サン』を挙げている。

## 出演（俳優）

### テレビドラマ
- 幻の殺意（1972年、NHK）
- 銀河テレビ小説 / 霧の視界（1975年、NHK）
- 特別機動捜査隊（1976年、NET）
  - 第765話「ダイナマイトとダリヤの花」- 栗田誠
  - 第788話「無情の風に散る」- 佐山
- 同心部屋御用帳 江戸の旋風IV 第4話「かんざし同心」（1978年、CX）
- 新五捕物帳 第69話「八丁堀哀歌」（1979年、NTV） - 同心
- スーパー戦隊シリーズ（ANB）
  - バトルフィーバーJ 第16話「格闘技! 闇の女王」（1979年） - 沖山満
  - 電子戦隊デンジマン（1980年 - 1981年） - 緑川達也 / デンジグリーン
- 沿線地図 第12話、第13話（1979年、TBS） - 堀田
- 大河ドラマ（NHK）
  - 草燃える 第39回「頼家追放」（1979年） - 仁田六郎
  - 獅子の時代（1980年）
  - 武田信玄（1988年） - 佐久間信盛
  - 翔ぶが如く 第二部 第13回「佐賀の乱」（1990年） - 河野敏鎌
- 特捜最前線 第123話「豪華フェリージャック・恐怖の20時間!」（1979年、ANB） - 石河岳志
- 西遊記II 第14話「鬼女妖怪 狙われた新婚夫婦」（1980年、NTV） - コウセイ
- 噂の刑事トミーとマツ 第32話「ああ! トミマツの4回戦ボーイ」（1980年、TBS）
- 空よ海よ息子たちよ（1981年、TBS） - 横山少尉
- 刑事犬カールII 第5話「バスジャックを追え!」（1981年、TBS）
- 同心暁蘭之介（CX）
  - 第7話「折り鶴が飛んだ」（1981年）
  - 第29話「死の花嫁行列」（1982年）
- 警視庁殺人課 第25話「警視庁殺人課全員殉職! PART-1」、第26話「警視庁殺人課全員殉職! PART-2」（1981年、ANB）- 岡本
- 竜馬がゆく（1982年、TX） - 佐久間栄
- 立花登 青春手控え 第21話「影の中の女」（1982年、NHK）
- 水戸黄門 第14部 第2話「悪を斬る! 白狐の剣 -郡山-」（1983年、TBS） - 常吉
- 土曜ワイド劇場（ANB）
  - 死美人ホテル（1983年）
  - 雨の倉敷トリック殺人紀行（1989年） - 石渡哲治
  - 刑事・神崎省吾事件簿 椿の入れ墨をした女（1992年） - 西川警部補
  - 神戸異人館殺人事件（1993年） - 安野良成
  - 明智小五郎の挑戦! みだらな喪服の美女（1994年） - 川村義雄
  - 能登半島 女たちの殺人風景（1994年） - 黒木信司、浩三（二役）
  - 温泉若おかみの殺人推理 女3人死体連れ（1994年） - 小泉明夫
  - 女外科医・疑惑のメス（1995年） - 佃洋平
- あきれた刑事 第19話「追いつめて松山城」（1988年、NTV） - 赤沼
- 火曜サスペンス劇場（NTV）
  - 裁かれる受胎（1988年）
  - 歯（1989年）
  - 危険な乗客（1992年）
  - 灰色無罪（1993年）
  - 女監察医・室生亜季子16 夕映えの女（1994年） - 小沢節夫
- 隠密・奥の細道 第4話「血闘、須賀川の宿」（1988年、TX）
- さすらい刑事旅情編（ANB）
  - さすらい刑事旅情編 第12話「L特急あずさ2号を待つ女」（1989年）
  - さすらい刑事旅情編V 第15話「湯煙り北陸路・同窓会ツアーで死んだ女」（1993年）
  - さすらい刑事旅情編VI 第4話「特急踊り子・過去を消したかった女」（1993年）
- 月曜・女のサスペンス（TX）
  - レジャーランド殺人事件（1989年）
  - 能面殺人事件（1991年）
- 直木賞作家サスペンス / 欺かれた法廷（1989年、KTV）
- 花王愛の劇場 / 鎌倉ペンション物語（1989年、TBS）
- 燃えよ剣（1990年、TX） - 六車宗伯
- 荒木又右衛門 決戦・鍵屋の辻（1990年、NHK） - 坂部
- 木曜ゴールデンドラマ（YTV）
  - 生きてるかぎり愛したい（1990年）
  - 株式会社の妻たち（1991年）
- 西村京太郎サスペンス / 午後九時の目撃者（1990年、KTV）
- 大岡越前 第11部 第18話「殺しを招いた横恋慕」（1990年、TBS） - 富次郎
- 過去から来た女（1991年、CBC）
- はぐれ刑事純情派（ANB）
  - PART-IV  第9話「整形美容 人妻の復讐」（1991年） - 村上修
  - PART-VI 第13話「蘭の鉢植えを持つ女 見えない絆」（1993年）
- 刑事貴族2 第7話「ダイヤモンドは永遠に」（1991年、NTV） - 石田真
- 金曜ドラマシアター / 昭和16年の敗戦（1991年、フジテレビ）
- 赤かぶ検事の逆転法廷 第1話「霊界判事!? 登場」（1992年、朝日放送） - 安藤
- 大江戸捜査網 平成版 第2シリーズ 第17話「抜け荷の謎を追え」（1992年、TX）
- 小池真理子サスペンス / 指輪（1992年、KTV）
- 不思議サスペンス / 不用品引き取ります（1992年、KTV）
- 愛しの刑事 第1話「名コンビ誕生! 友情の捜査」（1992年、ANB） - 一之瀬隆
- 名奉行 遠山の金さん 第5シリーズ 第12話「女の斗い! 風呂屋乗っ取りの罠」（1993年、ANB） - 相模屋与七
- 新空港物語 第1話「カナダ行き最終便の花嫁!」（1994年、ANB） - 片山力
- 江戸を斬るVIII 第13話「愛しい娘が殺人者」（1994年、TBS） - 利助
- 金曜エンタテイメント（CX）
  - 京都千利休謎の殺人事件（1994年） - 緒形昇
  - 環状線に消えた女（1995年）
- 殿さま風来坊隠れ旅 第17話「わがままナマイキ松平定信」（1994年、ANB） - 近藤伝七
- 名奉行 遠山の金さん 第6シリーズ 第21話「情けが仇の美人局」（1994年、ANB） - 小暮信三郎
- 愛と野望の独眼竜 伊達政宗（1995年、TBS） - 大内定綱
- 月曜ドラマスペシャル（TBS）
  - 京都映画撮影所殺人事件（1995年） - 黒坂勇次
  - 十津川警部シリーズ 伊豆海岸殺人ルート（1995年） - 片桐
- はぐれ医者・お命預かります! 第3話「仮病の女」（1995年、ANB） - 与兵衛
- 風のロンド（1995年、東海テレビ） - 矢崎繁
- 鬼平犯科帳 第6シリーズ 第6話「はさみ撃ち」（1995年） - 針ヶ谷の友蔵
- 江戸の用心棒II 第3話「美人画の罠」（1995年、NTV） - 歌川清麿
- 将軍の隠密!影十八 第6話「つぐない・過去を消した女」（1996年、ANB）

### 映画
- 混血児リカ ハマぐれ子守唄（1973年、東宝） - 上等兵
- 劇場版 電子戦隊デンジマン（1980年、東映） - 緑川達也 / デンジグリーン
- 神☆ヴォイス（2011年、東京テアトル） - 丹波社長

### オリジナルビデオ
- 難波金融伝・ミナミの帝王 特別編 密約（1996年、ケイエスエス） - 峰岸久雄

### 舞台
- スイングアウト'79（1979年、博品館劇場）
- 飛べ!京浜ドラキュラ（1982年、81プロデュース）
- 真夏の夜の仮面祭 ポセイドンの伝説（1983年、81プロデュース）
- ローマで起こった奇妙な出来事（1983年、81プロデュース）
- スイート・チャリティー（1983年、東宝）
- ハッピーライド（1984年、81プロデュース）
- マイ・フェア・レディ（1984年、東宝）
- デュエット（1984年、東宝）
- A TASTE OF HONEY 蜜の味（1985年、81プロデュース）
- 青いガラスとエメラルド（1985年、劇団目覚時計）
- ラブコール（1985年、東宝）
- デュエット（1984年・1986年、東宝）
- バッカーズ・オーディション（1986年、81プロデュース）
- ピーターパン（1986年、ホリプロ）
- レ・ミゼラブル（1987年 - 1991年、東宝） - アンジョルラス（初代）
- バスストップ（1990年、博品館劇場） - ボウ
- 刺青（1990年、東宝）
- 雨降りお月さん（1995年、中日劇場）
- はだかの王子様（2001年、Easy Rats カンパニー）
- サクラ大戦シリーズ（レイネット） - マイケル・サニーサイド
  - サクラ大戦・ディナーショウ 新次郎のクリスマス（2005年）
  - サクラ大戦・紐育レビュウショウ 〜歌う♪大紐育♪〜（2006年）
  - サクラ大戦・紐育レビュウショウ 〜歌う♪大紐育♪2〜（2007年）
  - サクラ大戦 武道館ライブ 〜帝都・巴里・紐育〜（2007年）
  - サクラ大戦・紐育レビュウショウ 〜歌う♪大紐育♪3〜（2008年）
  - サクラ大戦・巴里花組ライブ2009 〜燃え上がれ自由の翼〜（2009年）
  - サクラ大戦 巴里花組・紐育星組ライブ2010 〜可憐な花々 煌めく星々〜（2010年）
  - サクラ大戦 紐育星組ライブ2011 〜星を継ぐもの〜（2011年）
  - サクラ大戦 武道館ライブ2 〜帝都・巴里・紐育〜（2011年）
  - サクラ大戦 紐育星組ライブ2012 〜誰かを忘れない世界で〜（2012年）
- 君に捧げる歌 〜A song for you〜（2006年、東京芸術劇場） - 正一
- 名探偵ポワロ ブラックコーヒー（2013年、三越劇場） - カレリ博士

## 出演（声優）
太字はメインキャラクター。

### テレビアニメ
1986年
- 青春アニメ全集「オリンポスの果実」「ビルマの竪琴」（水島上等兵）

1996年
- こどものおもちゃ（黒崎利三）

1997年
- 白鯨伝説（スピードキング）

1998年
- それいけ!アンパンマン（1998年 - 2022年、たいやきまん、たまご大臣〈2代目〉、ミスター・ヨーグルト、ダテマキマン、はちみつおじさん、サボテンマン〈2代目〉、パクパク竜〈3代目〉、タイコマン）
- 太陽の子エステバン（BS版）（メンドーサ）
- デビルマンレディー（湯浅辰也）
- 名探偵コナン（1998年 - 2006年、沢井学、樽見直哉、志水高保、福島俊彰、関口俊道、島袋貞悟）

1999年
- 人形草紙あやつり左近（菊池久志）
- セラフィムコール（曽宮）
- モンスターファーム シリーズ（1999年 - 2000年、ブラックディノ隊長、ゴーレム） - 2シリーズ

2000年
- 金田一少年の事件簿（宝田光二）
- サクラ大戦TV（真宮寺鉄馬）
- ゾイド -ZOIDS-（シーパース）

2001年
- ノワール（ハモンド）
- ポケットモンスター（首領）

2002年
- Witch Hunter ROBIN（藤堂寛）
- おねがい☆ティーチャー（江田島みのる）
- 奇鋼仙女ロウラン（神子上博士）
- サイボーグ009 THE CYBORG SOLDIER（首相）
- フルメタル・パニック!（ダイクストラ議長）

2003年
- アストロボーイ・鉄腕アトム（ニーナのパパ）
- R.O.D -THE TV-（ミラーマン）
- カレイドスター（アンディ・ロウ）
- ONE PIECE（2003年 - 2024年、ドクQ）

2004年
- 蒼穹のファフナー（2004年 - 2015年、ダッドリー・バーンズ） - 3シリーズ
- 火の鳥（大海人皇子）
- ポケットモンスター アドバンスジェネレーション（シゲモリ）
- 舞-HiME（ジョン・スミス）
- MONSTER（ガイデル先生）

2005年
- いちご100%（唯の父）
- おくさまは女子高生（小野原巌）
- 闘牌伝説アカギ 〜闇に舞い降りた天才〜（黒崎）
- トリニティ・ブラッド（ハルツーム伯爵バイバルス）
- 舞-乙HiME（ジョン・スミス、ルーメン）
- MAJOR 1st season（球太の父）
- 雪の女王（フレディ）

2006年
- アイシールド21（蛭魔の父）
- エンジェル・ハート（風間雅臣）
- くじびき♥アンバランス（律子パパ）
- ザ・サード 〜蒼い瞳の少女〜（レオン）
- 太陽の黙示録（坂巻吾郎）
- DEATH NOTE（2006年 - 2007年、夜神総一郎、幹部、警官、男、観客、TVアナウンサー）
- 天保異聞 妖奇士（朱松命）
- ひぐらしのなく頃に（サト）
- BLACK LAGOON（ルアク）
- まじめにふまじめ かいけつゾロリ（山本サンタ）
- 遊☆戯☆王デュエルモンスターズGX（ソムリエ・パーカー）

2007年
- 逆境無頼カイジ（2007年 - 2011年、遠藤勇次） - 2シリーズ
- 古代王者 恐竜キング Dキッズ・アドベンチャー（2007年 - 2008年、古代剣竜） - 2シリーズ
- モノノ怪 「鵺」（実尊寺惟勢）

2008年
- RD 潜脳調査室（湯川、ジェニー＝円、ガルの店主）
- 仮面のメイドガイ（ムラサキのひも・団長）
- To LOVEる -とらぶる-（シクラ）
- ヤッターマン（第2作）（ダイス）
- ONE OUTS -ワンナウツ-（冴島明夫）

2009年
- 君に届け（真田源次）
- 獣の奏者 エリン（ジョウン）
- 蒼天航路（沮授）
- 宇宙をかける少女（ベンケイ）
- NARUTO -ナルト- 疾風伝（2009年 - 2016年、仮面の男〈偽マダラ〉、うちはマダラ）

2010年
- COBRA THE ANIMATION（コブラ）
- ソ・ラ・ノ・ヲ・ト（ホプキンス）
- HEROMAN（副大統領）

2011年
- C（三國匡文）
- デュエル・マスターズ クロスショック（ゴンタ）
- ドラゴンクライシス!（如月黎一郎）
- 輪るピングドラム（ゆりの父）

2012年
- おしりかじり虫（ガブ八先生）
- テルマエ・ロマエ（銭湯のおやじ、使い）
- HUNTER×HUNTER（第2作）（2012年 - 2014年、ノブナガ＝ハザマ、店の親父、受付）
- まじっく快斗（ダン光石）
- LUPIN the Third -峰不二子という女-（マッケローネ）

2016年
- DRIFTERS（織田信長）
- 機動戦士ガンダムUC RE:0096（オットー・ミタス）

2018年
- 伊藤潤二『コレクション』（沼田）
- グランクレスト戦記（アルフレート・シェークス）
- ONE PIECE エピソードオブ空島（モンブラン・クリケット）
- レイトン ミステリー探偵社 〜カトリーのナゾトキファイル〜（ハンス・ムーア）
- ソラとウミのアイダ（黒部梵）

2019年
- どろろ（醍醐景光）
- 妖怪ウォッチ シャドウサイド（空亡、空天）
- ノブナガ先生の幼な妻（織田信繁）
- ヴィンランド・サガ（2019年 - 2023年、アシェラッド） - 2シリーズ
- 魔王様、リトライ!（マーシャル・アーツ）

2020年
- ゾイドワイルド ZERO（ディアス父）

2021年
- 妖怪学園Y 〜Nとの遭遇〜（暴走 魔天・空亡）
- 憂国のモリアーティ（ジャック・レンフィールド）
- ゲッターロボ アーク（神隼人）

2022年
- 境界戦機（トニー・ブランク）
- おしりたんてい（ポメラニアンちょうかん）
- 機動戦士ガンダム 水星の魔女（2022年 - 2023年、デリング・レンブラン） - 2シリーズ

2023年
- 虚構推理 Season2（音無晋）
- ゾン100〜ゾンビになるまでにしたい100のこと〜（シズカの父）
- SHY（テルのじいちゃん）
- 聖剣学院の魔剣使い（バルドゥル・ワレリー）

2024年
- バーテンダー 神のグラス（葛原隆一）
- 花野井くんと恋の病（ギンジさん）
- 狼と香辛料 MERCHANT MEETS THE WISE WOLF（司祭）
- なぜ僕の世界を誰も覚えていないのか?（ツェフヴェン）
- ひみつのアイプリ（2024年 - 2025年、星川星雲）
- FAIRY TAIL 100年クエスト（アルドロン）

2025年
- Übel Blatt〜ユーベルブラット〜（バレスター）
- 俺だけレベルアップな件 Season 2 -Arise from the Shadow-（ゲオ会長）
- 片田舎のおっさん、剣聖になる（モルデア・ガーデナント）
- TO BE HERO X（シャン・ダー）
- ダンダダン（バンベン）
- 野生のラスボスが現れた!（アイゴケロス）

### 劇場アニメ
1999年
- アンパンマンとたのしい仲間たち（サボテンマン）
- め組の大吾 火事場のバカヤロー（丘野）

2000年
- それいけ!アンパンマン やきそばパンマンとブラックサボテンマン（サボテンマン）
- 名探偵コナン 瞳の中の暗殺者（仁野保）

2003年
- もも子、かえるの歌がきこえるよ。（竜二の父親）

2012年
- 劇場版 NARUTO -ナルト- ロード・トゥ・ニンジャ（仮面の男〈偽マダラ〉）
- ねらわれた学園（関耕児）

2013年
- 劇場版 HUNTER×HUNTER 緋色の幻影（ノブナガ＝ハザマ）

2015年
- それいけ!アンパンマン リズムでうたおう! アンパンマン夏まつり（たいやきまん）

2018年
- 映画 妖怪ウォッチ FOREVER FRIENDS（空亡）

2022年
- RE:cycle of the PENGUINDRUM [後編] 僕は君を愛してる（ゆりの父）

### OVA
1987年
- TO-Y（哀川陽司）

1998年
- ゴルゴ13〜QUEEN BEE〜（ベニング）
- 真（チェンジ!!）ゲッターロボ 世界最後の日（神隼人）

1999年
- ブラック・ジャック（1999年 - 2011年、ジョーンズ、人面瘡、満月館の主、橘）

2000年
- 銀河英雄伝説外伝 決闘者（黒マントの男）
- 真ゲッターロボ対ネオゲッターロボ（神隼人）

2004年
- 新ゲッターロボ（神隼人）
- NARUTO -ナルト- 滝隠れの死闘 オレが英雄だってばよ!（水煙）

2005年
- 鴉 -KARAS-（副知事）

2006年
- 鬼公子炎魔（ハインリヒ）

2007年
- サクラ大戦 ニューヨーク・紐育（マイケル・サニーサイド）
- デビルマン 誕生編（チェーン万次郎）

2008年
- COBRA THE ANIMATION コブラ タイム・ドライブ（過去のコブラ）

2010年
- 機動戦士ガンダムUC（オットー・ミタス）

2011年
- SUPERNATURAL: THE ANIMATION（アザゼル）
- DEATH NOTE　ディレクターズカット完全決着版 〜リライト・幻視する神〜（夜神総一郎）

2019年
- 蒼穹のファフナー THE BEYOND（ダッドリー・バーンズ）

2022年
- 機動戦士ガンダム 水星の魔女 PROLOGUE（デリング・レンブラン）

### Webアニメ
- ライジングインパクト（2024年、ドルファ・ベントレー） - 2シリーズ[一覧 7]
- 君に届け 3RD SEASON（2024年、龍の父）

### ゲーム
2002年
- 名探偵コナン 最高の相棒（中山省吾）

2004年
- 遙かなる時空の中で3（平忠度）

2005年
- サクラ大戦V 〜さらば愛しき人よ〜（サニーサイド）
- ゾイドフルメタルクラッシュ（エインガング）
- ラチェット&クランク4th ギリギリ銀河のギガバトル（エース・ハードライト）

2006年
- BLEACH 〜放たれし野望〜（天月晩翠）

2007年
- Another Century's Episode 3 THE FINAL（神隼人）

2008年
- FARCRY2（ジャッカル）
- KANE&LYNCH: DEAD MEN（ケイン）

2009年
- アサシン クリード II（ジョヴァンニ・アウディトーレ・ダ・フィレンツェ）
- スーパーロボット大戦NEO（神隼人）

2010年
- キングダム ハーツ バース バイ スリープ（フック船長）
- ONE PIECE ギガントバトル!（ドクQ）

2011年
- SDガンダム GGENERATION（2011年 - 2016年、オットー・ミタス） - 4作品
- Kinect: ディズニーランド・アドベンチャーズ（フック船長）
- 第2次スーパーロボット大戦Z 破界篇 / 再世篇（2011年 - 2012年、神隼人） - 2作品
- 謎惑館 〜音の間に間に〜
- ONE PIECE ギガントバトル! 2 新世界（ドクQ）
- ONE PIECE ワンピーベリーマッチW（ドクQ）

2013年
- ジョジョの奇妙な冒険 オールスターバトル（チョコラータ）
- スーパーロボット大戦Operation Extend（神隼人）
- ディズニー エピックミッキー2:二つの力（マッド・ドクター）
- NARUTO -ナルト- 疾風伝 ナルティメットストーム3（トビ〈偽マダラ〉、うちはマダラ）

2014年
- ジェイスターズ ビクトリーバーサス（うちはマダラ）
- 第3次スーパーロボット大戦Z 時獄篇 / 天獄篇（2014年 - 2015年、オットー・ミタス、神隼人） - 2作品
- NARUTO -ナルト- 疾風伝 ナルティメットストームレボリューション（トビ〈偽マダラ〉 / 仮面の男、うちはマダラ）

2015年
- スーパーロボット大戦BX（オットー・ミタス）
- ジョジョの奇妙な冒険 アイズオブヘブン（チョコラータ）
- 機動戦士ガンダム エクストリームバーサス フォース（オットー・ミタス）

2016年
- NARUTO -ナルト- 疾風伝 ナルティメットストーム4（うちはマダラ、トビ）
- グランブルーファンタジー（2016年 - 2025年、真王 / タウルーク、ノブナガ）
- アンチャーテッド 海賊王と最後の秘宝（レイフ・アドラー）

2017年
- スーパーロボット大戦V（オットー・ミタス、神隼人）
- ソラとウミのアイダ（黒部梵）
- Fate/Grand Order（英霊剣豪七番勝負 掛声）

2018年
- スーパーロボット大戦X-Ω（神隼人）

2019年
- スーパーロボット大戦T（神隼人）
- EVE rebirth terror（甲野三郎）
- 妖怪ウォッチ4 ぼくらは同じ空を見上げている（空亡、魔天・空亡、空天）
- JUMP FORCE（うちはマダラ） - DLC追加キャラクター
- 妖怪ウォッチ4++（空亡、魔天・空亡、空天）

2020年
- スーパーロボット大戦DD（2020年 - 2025年、神隼人、ハヤト）
- 機動戦隊アイアンサーガ（神隼人）

2021年
- スーパーロボット大戦30（神隼人）

2022年
- EVE ghost enemies（甲野三郎）
- ライブアライブ（ダース伍長）
- タクティクスオウガ リボーン（ザエボス・ローゼンバッハ、ヴォグラス・ヴァン・ラームズ）

2024年
- 東京放課後サモナーズ（モウショウ）

2025年
- VIRTUAL GIRL @ WORLD'S END（情報屋）

### ドラマCD
- ヴァイスクロイツ Wish A Dream Collection III THE ORCHID under THE SUN 太陽の蘭（2001年、院長先生）
- されど罪人は竜と踊る Dances with the Dragons Vol.2 （2009年、ラルゴンキン・バスカーク）
- 機動戦士ガンダムNT Blu-ray特典ドラマCD「獅子の帰還」（2019年、オットー・ミタス[64]）

### 吹き替え

#### 担当俳優
アンディ・ガルシア
- エクスペンダブルズ ニューブラッド（マーシュ）
- オーシャンズシリーズ（テリー・ベネディクト）※ソフト版
  - オーシャンズ11
  - オーシャンズ12
  - オーシャンズ13

- ジオストーム（パルマ大統領）
- なりすましアサシン（エル・トロ）
- ピンクパンサー2（ヴィンチェンゾ・ロッカーラ・スカルチャルーピ・ブランカレオーネ）
- マンマ・ミーア! ヒア・ウィー・ゴー（フェルナンド・シエンフエゴス）

ヴァンサン・カッセル
- ジャック・メスリーヌ フランスで社会の敵No.1と呼ばれた男 Part1 ノワール編（ジャック・メスリーヌ）
  - ジャック・メスリーヌ フランスで社会の敵No.1と呼ばれた男 Part2 ルージュ編

- すべてはその朝始まった（フィリップ・ラロッシュ）
- トランス（フランク）

ウィル・フェレル
- 俺たちホームズ&ワトソン（シャーロック・ホームズ）
- スタスキー&ハッチ（ビッグ・アール）
- ゼロヴィル:ハリウッドに憑かれた男（ミッチ）
- バービー（おもちゃ会社のCEO）

ウディ・ハレルソン
- LBJ ケネディの意志を継いだ男（リンドン・B・ジョンソン）
- 記者たち 衝撃と畏怖の真実（ジョナサン・ランデー）
- グランド・イリュージョン（メリット・マッキニー）
  - グランド・イリュージョン 見破られたトリック（メリット・マッキニー、チェイス・マッキニー）

- ケイト（ヴァリック）
- ザ・テキサス・レンジャーズ（メイニー・ゴルト）
- ステイ・フレンズ（トミー）
- ソニー・ピクチャーズ・ユニバース・オブ・マーベル・キャラクター（クレタス・キャサディ）
  - ヴェノム
  - ヴェノム:レット・ゼア・ビー・カーネイジ

- トリプル9 裏切りのコード（ジェフリー・アレン）
- ファーナス/訣別の朝（ハーラン・デグロート）
- フライ・ミー・トゥ・ザ・ムーン（モー・バーカス）
- マン・フロム・トロント（マン・フロム・トロント）
- ミッドウェイ（チェスター・ニミッツ大将）

グレッグ・キニア
- がんばれ!ベアーズ ニュー・シーズン（ロイ・ブロック）
- 恋する遺伝子（レイ・ブラウン）
- ファーストフード・ネイション（ドン・アンダーソン）
- リトル・ミス・サンシャイン（リチャード・フーヴァー）
- ロボッツ（ラチェット）

ゲイリー・コール
- 新アウターリミッツ（レイ・ベネブル刑事）
- SUITS/スーツ（キャメロン・デニス）
- ストーカー（ビル・オーウェンズ）

ケネス・ブラナー
- TENET テネット（アンドレイ・セイター）
- パイレーツ・ロック（ドルマンディ大臣）
- ハリー・ポッターと秘密の部屋（ギルデロイ・ロックハート）
- ワルキューレ（ヘニング・フォン・トレスコウ少将）

ケビン・コスナー
- クリミナル 2人の記憶を持つ男（ジェリコ・スチュワート）
- チョイス!（バド・ジョンソン）
- DCエクステンディッド・ユニバース（ジョナサン・ケント）
  - バットマン vs スーパーマン ジャスティスの誕生
  - ジャスティス・リーグ:ザック・スナイダーカット

- モリーズ・ゲーム（モリーの父）

ジェイソン・リー
- ジェイ&サイレント・ボブ 帝国への逆襲（ブロディ・ブルース、バンキー・エドワーズ）※ソフト版
  - ジェイ&サイレント・ボブ リブートを阻止せよ!（ブロディ・ブルース）

- ドグマ（アズラエル）
- トム・グリーンのマネー・クレイジー スットコ大作戦（ジョン・プラマー）

ジェームズ・スチュアート
- ウィンチェスター銃'73（リン・マカダム）※ソフト版
- 砂塵（トム・デストリー・ジュニア）※ソフト版
- 遠い国（ジェフ・ウェブスター）※ソフト版

ショーン・パートウィー
- GOAL!（バリー・ランキン）
- GOAL!2（バリー・ランキン）
- ソルジャー（メイス）※フジテレビ版

デヴィッド・モース
- コンタクト（デッド・アロウェイ）※テレビ東京版
- ザ・ロック（トム・バクスター少佐）※日本テレビ版
- ダンサー・イン・ザ・ダーク（ビル・ヒューストン）
- ディスタービア（ロバート・ターナー）
- ブラインドスポット タトゥーの女（ハンク・クロフォード）

ハリソン・フォード
- アメリカン・グラフィティ（ボブ・ファルファ）※BD版
- インディ・ジョーンズ シリーズ（インディ・ジョーンズ）
  - レイダース/失われたアーク《聖櫃》 ※ソフト版2
  - インディ・ジョーンズ/魔宮の伝説 ※ソフト版2
  - インディ・ジョーンズ/最後の聖戦 ※ソフト版2
  - インディ・ジョーンズ/クリスタル・スカルの王国 ※劇場公開版

- シュリンキング:悩めるセラピスト（ポール・ローズ医師）
- ジョーン・ディディオン：ザ・センター・ウィル・ノット・ホールド（本人）
- スター・ウォーズ 特殊効果の秘密（本人）
- スター・ウォーズ物語（本人）※NHK-BS2

ピーター・カパルディ
- デビルズ・アワー〜3時33分〜（ギデオン・シェファード）
- ドクター・フー ネクスト・ジェネレーション（12代目ドクター）
  - クラス -ねらわれたコールヒル高校-

- ワールド・ウォーZ（ブリット）

ピーター・ディンクレイジ
- アイス・エイジ4/パイレーツ大冒険（キャプテン・ガット）
- スリー・ビルボード（ジェームズ）
- 鉄ワン・アンダードッグ（サイモン・バーシニスター博士）
- ハンガー・ゲーム0（キャスカ・ハイボトム）

ブライアン・クランストン
- アルゴ（ジャック・オドネル）
- ゴリラのアイヴァン（マック）
- マルコム in the Middle（ハル・ウィルカーソン）

ブルース・ウィリス
- アクト・オブ・バイオレンス（エイヴリー）
- アストロノーツ・ファーマー/庭から昇ったロケット雲（ダグ・マスターソン大佐）
- アルマゲドン（ハリー・スタンパー）※日本テレビ版
- エア・ストライク（ジャック・ジョンソン大佐）
- オーシャンズ12（本人役）※日本テレビ版
- キル・ゲーム（トーマス・マローン）
- コップ・アウト 〜刑事した奴ら〜（ジェームズ・“ジミー”・モンロー）
- シックス・センス（マルコム・クロウ）※日本テレビ版
- 16ブロック（ジャック・モーズリー）※ソフト版
- ティアーズ・オブ・ザ・サン（A・K・ウォーターズ大尉）
- デス・ウィッシュ（ポール・カージー）
- デッド・シティ2055（ジュリアン）
- 10ミニッツ（レックス）
- ナイト・サバイバー（フランク）
- ハード・キル（デイトン）
- パーフェクト・ストレンジャー（ハリソン・ヒル）
- バッド・ウェイヴ（スティーヴ・フォード）
- バンディッツ（ジョー・ブレイク）※日本テレビ版
- ファースト・キル（ハウエル）
- プラネット・テラー in グラインドハウス（マルドゥーン中尉）
- マローダーズ 襲撃者（ジェフリー・ヒューバート）
- ラッキーナンバー7（グッドキャット）
- ロック・ザ・カスバ!（ボンベイ）

ポール・マクレーン
- アグリー・ベティ2（ワイツ判事）
- ER緊急救命室（ロバート・ロマノ）
- ハリーズ・ロー 裏通り法律事務所（ジョシュ・ペイトン）

マーク・ストロング
- エンドゲーム（ニール・バーナード博士）
- ゼロ・ダーク・サーティ（ジョージ）
- 女神の見えざる手（ロドルフォ・シュミット）

マイケル・ルーカー
- クリフハンガー（ハル・タッカー）※BSジャパン版
- ニュース・ブレイカー（ジョン・マクナマラ）
- レプリカント（ジェイク・ライリー刑事）※テレビ東京版

リス・エヴァンス
- ヴェノム:ザ・ラストダンス（マーティン・ムーン）
- スパイダーマン シリーズ（カート・コナーズ博士 / リザード）
  - アメイジング・スパイダーマン
  - スパイダーマン:ノー・ウェイ・ホーム

ルーク・ウィルソン
- キューティ・ブロンド（エメット・リッチモンド）※ソフト版
- キューティ・ブロンド/ハッピーMAX（エメット・リッチモンド）
- マイ・ドッグ・スキップ（ディンク・ジェンキンス）

#### 映画（吹き替え）
- 愛さずにはいられない（チューイ〈カルロス・ゴメス〉）
- アイス・プラネット（トレガー艦長〈ウェス・ステュディ〉）
- 愛すべき夫妻の秘密（デジ・アーナズ〈ハビエル・バルデム〉）
- 愛のエチュード（ルージンの父）
- 愛の神、エロス（クリストファー〈クリストファー・ブッフホルツ〉）
- アイリッシュマン（アンジェロ・ブルーノ〈ハーヴェイ・カイテル〉）
- アサシン クリード リネージ（ジョヴァンニ・アウディトーレ・ダ・フィレンツェ）
- アタック・ナンバーハーフ2 全員集合!（ノン）
- アドルフの画集（カール・マイヤー〈ウルリク・トムセン〉）
- アドレナリン:ハイ・ボルテージ（エル・ウロン〈クリフトン・コリンズ・Jr〉）
- アナザー プラネット（ジョン〈ウィリアム・メイポーザー〉）
- アニマルマン（ギャングのリーダー〈ノエル・グーリーエミー〉）
- あのころ僕らは（ドン・プラム）
- あひる大旋風（アルバート・ドゥーリー〈ディーン・ジョーンズ〉）
- アメリ（ジョゼフ〈ドミニク・ピノン〉）
- アモーレス・ペロス（アンドレス・サルガード）
- アルティメイタム（アンドレア・コンティ）
- アルビン4 それいけ! シマリス大作戦（ジェームズ・サッグス航空警官〈トニー・ヘイル〉）
- アルマゲドン2008（ニール〈クリスチャン・ソリメノ〉）
- アンダー・ザ・プラネット（ジェイク・ロリンズ〈ルーク・ペリー〉）
- E.T. ※DVD版
- インティマシー/親密（ジェイ〈マーク・ライランス〉）
- インハビテッド（ブラッド・ラッセル）
- 陰謀のセオリー（皮肉屋な乗客）※テレビ朝日版
- ウーマン・オン・トップ（モニカ・ジョーンズ〈ハロルド・ペリノー・ジュニア〉）
- ヴァイラス（スティーブ〈ウィリアム・ボールドウィン〉）※ソフト版
- ヴァンパイア侍（クリストフ・ブラソフ）
- ウィズアウト・ユー（ボノ）
- ウインドトーカーズ（イェルムスタッド〈ピーター・ストーメア〉）※ソフト版
- ウェス・クレイヴンズ ウィッシュマスター（ニック・メリット）
- ウォーク・ザ・ライン/君につづく道（レイ・キャッシュ〈ロバート・パトリック〉）
- ウォーク・ハード ロックへの階段（コックスのパパ〈レイモンド・J・バリー〉）
- 宇宙少女ゼノン（マーク・カー）
- ウルトラ I LOVE YOU!（ハートマン・ヒューズ〈トーマス・ヘイデン・チャーチ〉）
- エア スコーピオン（ジャック〈クリスチャン・スコット〉）
- エアベンダー（パック）
- エアポート ユナイテッド93（トッド・ビーマー〈ブレナン・エリオット〉）
- 英雄の条件（トム・チャンドラー大尉〈マーク・フォイアスタイン〉）※フジテレビ版
- エイリアン: コヴェナント（ピーター・ウェイランド〈ガイ・ピアース〉[84]）
- es［エス］（囚人番号82 / シュッテ〈オリヴァー・ストコウスキ〉）※テレビ東京版
- EX エックス（イアン〈ルーファス・シーウェル〉）※テレビ東京版
- エネミー・オブ・アメリカ（ヒックス〈ローレン・ディーン〉）※ソフト版
- エンジェル・スノー
- オール・ザ・キングスメン（ウィリー・スターク〈ショーン・ペン〉）
- 奥さまは魔女（ラリー）
- オフロでGO!!!!! タイムマシンはジェット式（アダム〈ジョン・キューザック〉）
- ガーディアン ハンニバル戦記（ハンニバル・バルカ〈アレクサンダー・シディグ〉）
- 怪獣大決戦ヤンガリー（バド・ブラック〈ブラッド・サージ〉）
- 風と共に去りぬ（レッド・バトラー〈クラーク・ゲーブル〉）※PDDVD版
- 合衆国壊滅/M10.5（ジョーダン・フィッシャー博士〈デヴィッド・キュービット〉）
- 合衆国壊滅II 再襲来!M10.5（ジョーダン・フィッシャー博士〈デヴィッド・キュービット〉）
- 彼女は夢見るドラマクイーン（カルム・セップ〈トム・マッカムス〉）
- キック・アス（デイモン・マクレイディ / ビッグ・ダディ〈ニコラス・ケイジ〉）
- キッドナッパー（フィンケル）
- 君のためなら千回でも（ラヒム・ハーン〈ショーン・トーブ〉）
- キャビン（スティーヴ・ハドレー〈ブラッドリー・ウィットフォード〉）
- 銀河ヒッチハイク・ガイド（ハーマ・カヴーラ〈ジョン・マルコヴィッチ〉）
- キング・アーサー（マーシア）
- キングピン/ストライクへの道（ドッグ・ボーイ）
- クールボーダー（ランス〈デヴィッド・デンマン〉）
- グッド・ガール（フィル・ラスト〈ジョン・C・ライリー〉）
- グラスハウス2（レイモンド・グッド〈ジョエル・グレッチ〉）
- グリード（ミッチ）
- グリーンマイル（クラウス・デッターリック〈ウィリアム・サドラー〉）※フジテレビ版
- クロコダイル・ダンディー2（ボブ・タナー〈デニス・ボウトシカリス〉、ナゲット）※テレビ朝日版
- 撃鉄2 -クリティカル・リミット-（ドノヴァン〈ジュリアン・ストーン〉）
- ゴースト・オブ・マーズ（ジェリコ・バトラー〈ジェイソン・ステイサム〉）
- コーラスライン（ラリー〈テレンス・マン〉）
- 恋人たちのパレード（オーガスト・ローゼンブルース〈クリストフ・ヴァルツ〉）
- GODZILLA（オリバー・オニール軍曹〈ダグ・サヴァント〉）※日本テレビ版[9]
- 五線譜のラブレター（ジェラルド・マーフィー〈ケヴィン・マクナリー〉）
- ゴッドファーザー（カルロ・リッジ〈ジャンニ・ルッソ〉）※DVD版
- コップランド（ビル・ゲイサー〈ノア・エメリッヒ〉）※日本テレビ版
- コッポラの胡蝶の夢（ドミニク〈ティム・ロス〉）
- コニー&カーラ（ルディ〈ロバート・ジョン・バーク〉）
- ザ・マークスマン（ジョナサン・テンサー〈ウィリアム・ホープ〉）
- ザ・メイカー（スカニー〈マイケル・マドセン〉）
- ザ・ロック（チャールズ・アンダーソン中佐〈マイケル・ビーン〉、ロンナー〈ザンダー・バークレー〉）※テレビ朝日版
- サンタクロース・リターンズ! クリスマス危機一髪（ニール・ミラー〈ジャッジ・ラインホルド〉）
  - ウォルト・ディズニーのサンタクローズ3/クリスマス大決戦!（ニール・ミラー〈ジャッジ・ラインホルド〉）
- シーズ・オール・ザット（ハーラン〈ティム・マシスン〉）
- ジェシカおばさんの事件簿/寒い国から来た標的（ウィリアム・バッツビー〈スティーヴン・カルプ〉）
- 地獄の黙示録 特別完全版（シェフ〈フレデリック・フォレスト〉）
- ジャーヘッド -36時間-（リチャード・ジャクソン〈ロバート・パトリック〉）
- シャザム!（シヴァナ氏〈ジョン・グローヴァー〉[85]）※劇場公開版
- ジャックと天空の巨人（ロデリック卿〈スタンリー・トゥッチ〉[86]）
- ジャン＝クロード・ヴァン・ダム/アサシン・ゲーム（ゴッドフリー）
- ジャンダラ/背徳の情事（ルァング）
- ジャンヌ・ダルク（アランソン公〈パスカル・グレゴリー〉）※日本テレビ版
- 12人の怒れる男 評決の行方（陪審員12番〈ウィリアム・ピーターセン〉）※NHK版
- ジュラシック・パークIII（ベン・ヒルデブランド〈マーク・ハレリック〉）
- ジョーズ・アタック2（デイヴィス・バーカー）
- ショウタイム（シーザー・バーガス）※テレビ朝日版
- 娼婦ベロニカ（ランベルティ国防大臣）
- 少林サッカー（鎧の肌〈ティン・カイマン〉）※インターナショナル版
- シラノ（ド・ギーシュ〈ベン・メンデルソーン〉）
- 死霊のえじき（ジョン〈テリー・アレクサンダー〉[87]）
- 新感染 ファイナル・エクスプレス（ヨンソク〈キム・ウィソン〉[88]）
- シングルマン（ジョージ・ファルコナー〈コリン・ファース〉）
- シンデレラマン（マックス・ベア〈クレイグ・ビアーコ〉）
- SWEET SIXTEEN（ダグラス）
- スウェプト・アウェイ（トニー〈ブルース・グリーンウッド〉）
- スカイ・ハイ（ブーマー〈ブルース・キャンベル〉）
- スコーピオン・キング3（タラス〈ビリー・ゼイン〉）
- スター・ウォーズ エピソード4/新たなる希望（コナン・アントニオ・モッティ提督〈リチャード・ルパルメンティエ〉、ガーヴェン・ドレイス〈ドリュー・ヘンレイ〉）※日本テレビ版3「金曜ロードショー」（特別篇）
- スチュアート・リトル（スノーベル）※テレビ朝日版
- ストーリー・オブ・ラブ（デイヴ〈ポール・ライザー〉）
- スナイパー（マック・マンロー）
- スノーデイ/学校お休み大作戦（チャド・シモンズ〈ジョン・シュナイダー〉）
- スピーシーズ4 新種覚醒（フォーブス・マグワイア〈ドミニク・キーティング〉）
- スモール・ソルジャーズ（スチュワート・アバナーシー〈ケヴィン・ダン〉）※VHS版、（フィン・フィンブル〈フィル・ハートマン〉）※日本テレビ版
- 300 〈スリーハンドレッド〉（セロン〈ドミニク・ウェスト〉）
- スリザー（ジャック・マクレディ町長〈グレッグ・ヘンリー〉）
- センターステージ（ジョナサン・リーヴス〈ピーター・ギャラガー〉）
- センターステージ2 ダンス・インスピレーション!（ジョナサン・リーヴス〈ピーター・ギャラガー〉）
- センダー/超誘導体（ダラス〈マイケル・マドセン〉）
- SWORD-X ソード-X（ロバート・メッツ）
- ソードフィッシュ（ロバーツ〈ドン・チードル〉）※日本テレビ版
- 続・激突!/カージャック（フレッド・メンガーズ）※スター・チャンネル版
- ダークナイト（マイク・エンゲル〈アンソニー・マイケル・ホール〉）※テレビ朝日版
- ダーク・ブルー（マハティ）
- ターミネーター（ブコビッチ刑事〈ランス・ヘンリクセン〉）※テレビ東京版
- ダイアリーシリーズ（リチャード）
  - ダイアリー 第2章 アンナの悦び
  - ダイアリー 第3章 アンナの戯れ
  - ダイアリー 第4章 アンナの吐息
- タイタニック（ワイルド航海士長〈マーク・リンゼイ・チャップマン〉）※フジテレビ版
- ダイ・ハード4.0（ボウマン〈クリフ・カーティス〉[89]）
- タイムマイン（ジョージ・ギブス）
- ダイヤルM（ステイン〈デビッド・エイゲンバーグ〉）※ソフト版
- 007シリーズ
  - 007 リビング・デイライツ（ゲオルギ・コスコフ将軍〈ジェローン・クラッベ〉）※ソフト版
  - 007 トゥモロー・ネバー・ダイ（ピーター・ヒューム）※フジテレビ版・テレビ朝日版、（デイブ・グリーンウォルト）※テレビ朝日版
  - 007 スカイフォール（ラウル・シルヴァ〈ハビエル・バルデム〉[90]）
- ダミー（マイケル〈ジャレッド・ハリス〉）
- ダレン・シャン（ラーテン・クレプスリー〈ジョン・C・ライリー〉）
- タワー・オブ・タイタンズ（マイケル・シャノン / ザディク〈ベン・クロス〉）
- 探偵少女レクシー（ポッター刑事）
- 弾突 DANTOTSU（スティーヴ・シャクター警部補）
- チーター・ガールズ2（ルク）
- チェンジリング（J.J ジョーンズ〈ジェフリー・ドノヴァン〉）
- 地球が静止する日（ジョン・ドリスコル〈カイル・チャンドラー〉）
- チャーリーとチョコレート工場（ティービー氏〈アダム・ゴドリー〉）※劇場公開版、（ソルト氏〈ジェームズ・フォックス〉[91]）※日本テレビ版
- チャンス・ボール（トミー・サントレッリ〈ルーク・ペリー〉）
- ツイ・ハークの霊戦英雄伝（キョンシー大師〈チェン・カンタイ〉、盗賊）
- D-TOX（スレイター〈クリストファー・フルフォード〉）※ソフト版
- ディープシャーク（ジョーダン・マクニール）
- ディック&ジェーン 復讐は最高!（オズ・ピーターソン〈カルロス・ジャコット〉）
- デイビー・クロケット/鹿皮服の男（さすらいのギャンブラー〈ハンス・コンリード〉）
- デス・レース2（マーカス・ケイン〈ショーン・ビーン〉）
- テッセラクト（シア・トウ）
- デッド・サイレンス（リプトン刑事〈ドニー・ウォルバーグ〉）
- デビル・リベンジャー 復讐の殺人者（ネルソン〈ジェームズ・キドニー〉）
- デュース・ビガロウ、激安ジゴロ!?（ニール、ヴィック）
- デュカリオン（ヴィクター・ヘリオス〈トーマス・クレッチマン〉）
- DENGEKI 電撃（モンティーニ）※日本テレビ版
- 天才チンパンジー ジャック/アイスホッケーの友情（ピーボディ博士）
- トゥモロー・ワールド（ナイジェル〈ダニー・ヒューストン〉）
- トゥルー・クライム（ボブ・フィンドレイ〈デニス・リアリー〉）※日本テレビ版
- 遠すぎた橋（ボビー・スタウト大佐〈エリオット・グールド〉）※ソフト版
- ドクター・ドリトル2（クマのアーチー）※ソフト版
- トレジャーアイランド（リカルド・アーテラ）
- トロイ（エウドロス〈ヴィンセント・リーガン〉）※ソフト版、（ヘクトル〈エリック・バナ〉）※テレビ朝日版
- ナイトメア・アリー（クレム〈ウィレム・デフォー〉）
- ナイブズ・アウト/名探偵と刃の館の秘密（ウォルト・スロンビー〈マイケル・シャノン〉[92]）
- ナショナル・セキュリティ（フランク・マクダフ刑事〈コルム・フィオール〉）
- ニードフル・シングス（ダンフォース・“バスター”・キートン三世〈J・T・ウォルシュ〉）
- 人間人形 デッドドヲル（ブルース〈エルンスト・ゴスナー〉）
- NEXT -ネクスト-（ミスター・スミス〈トーマス・クレッチマン〉）
- ネプチューン（トラヴィス）
- ノック・オフ（ハン〈マイケル・ウォン〉）※テレビ東京版
- バーティカル・リミット（エリオット・ヴォーン〈ビル・パクストン〉）※ソフト版
- ハード・ターゲット2 -ファイティング・プライド-（アルドリッチ〈ロバート・ネッパー〉）
- パール・ハーバー（グーズ〈マイケル・シャノン〉、ダニーの父〈ウィリアム・フィクナー〉）※ソフト版
- ハイジ（ゼーゼマン）
- HIGHJACK ハイジャック（グレッグ・ジラル〈アンソニー・マイケル・ホール〉）
- ハイスクール・ミュージカルシリーズ（ジャック・ボルトン〈バート・ジョンソン〉）
  - ハイスクール・ミュージカル
  - ハイスクール・ミュージカル2
  - ハイスクール・ミュージカル/ザ・ムービー
- ハイヒール・エンジェル（医師〈ランジット・クリシュナマ〉、ディレクター〈ジョン・セッションズ〉）
- パイレーツ・オブ・カリビアン/最後の海賊（ジャックおじさん〈ポール・マッカートニー〉[93]）
- パトリオット（ウィルキンス大尉〈アダム・ボールドウィン〉）※テレビ東京版
- バトルフィールド・アース（カーロ〈キム・コーツ〉）※ソフト版
- バブル・ボーイ（ギル）
- 遥か群衆を離れて（ウィリアム・ボールドウッド〈マイケル・シーン〉）
- バンク・ジョブ（ティム・エヴェレット〈リチャード・リンターン〉）
- 犯罪心理鑑定人（クイッツ〈ジャド・ネルソン〉）
- ハンター（マーティン・デヴィッド〈ウィレム・デフォー〉）
- ハンニバル（ポール・クレンドラー〈レイ・リオッタ〉）※テレビ朝日版
- PAN 〜ネバーランド、夢のはじまり〜（黒ひげ〈ヒュー・ジャックマン〉[94]）
- Bモンキー（ポール・ネヴィル〈ルパート・エヴェレット〉）
- ビッグ・アイズ（ウォルター・キーン〈クリストフ・ヴァルツ〉）
- ビッグ・チャンス（ラリー〈ケヴィン・スペイシー〉）
- ビッグ・トラブル（ウォルター・クラミッツ巡査〈パトリック・ウォーバートン〉）
- ビッグ・バウンス（レイ・リッチー〈ゲイリー・シニーズ〉）
- 必殺処刑チーム（コーヴァー〈スティーヴン・ラング〉）※オンデマンド配信版
- ビヨンド・サイレンス（グレゴール〈マティアス・ハビッヒ〉）
- ブーリン家の姉妹（ノーフォーク公〈デヴィッド・モリッシー〉）※ソフト版
- ファースト・スピード（バート・ウォーリング）
- ファイナル・デスティネーション（ケン・ブラウニング）※ソフト版
- フィフス・エレメント（ステダート将軍〈ジョン・ネヴィル〉、警官）※テレビ朝日版
- フェイス・イン・ラブ（ジミー〈クラーク・ジョンソン〉）
- フォーン・ブース（スチュワート・“スチュー”・シェパード〈コリン・ファレル〉）
- 復讐捜査線（ジャック・ベネット〈ダニー・ヒューストン〉）
- ブッチャー・ボーイ（ベニー・ブレイディ / 大人のフランシー〈スティーヴン・レイ〉）
- 不眠症 オリジナル版 -インソムニア-（ヨナス・エングストロム〈ステラン・スカルスガルド〉）
- ブラック・レイン（ニック・コンクリン〈マイケル・ダグラス〉）※ソフト版
- ブラッド・ワーク（ジョン・ウォーラー刑事〈ディラン・ウォルシュ〉）※テレビ東京版
- プラトーン（レッド・オニール〈ジョン・C・マッギンリー〉）※テレビ東京版
- ブラム・ストーカーズ マミー（ロバート・ワイアット）
- プルートで朝食を（バーティ・ヴォーン〈スティーヴン・レイ〉）
- プルート・ナッシュ（トニー・フランシス〈ジェイ・モーア〉）
- フロスト×ニクソン（デービッド・フロスト〈マイケル・シーン〉）
- ブロンド・ライフ（デニス〈グレゴリー・イッツェン〉）
- ペイチェック 消された記憶（ジェームズ・レスリック〈アーロン・エッカート〉）※ソフト版
- ペネロピ（フランクリン・ウィルハーン〈リチャード・E・グラント〉）
- ヘビーウェイト サマー・キャンプ奪還作戦（クリス・ドネリー）
- ボーン・コレクター（ケニー・ソロモン〈マイク・マッグローン〉）※テレビ朝日版
- BONES ボーンズ（ショットガン）
- ボーン・スプレマシー（グレツコフ〈カレル・ローデン〉）※ソフト版、（ジャーダ〈マートン・チョーカシュ〉）
- ボアVSパイソン（アラン・シャープ捜査官）
- マーサの幸せレシピ（サム〈ウルリク・トムセン〉）
- マーシャルの奇跡（ジャック・レンゲル〈マシュー・マコノヒー〉）
- マイケル（フランク・クインラン〈ウィリアム・ハート〉）
- マキシマム・リスク ※テレビ朝日版
- マゴリアムおじさんの不思議なおもちゃ屋（ヘンリー・ウェストン〈ジェイソン・ベイトマン〉）
- マネー・ピット（マックス・ベイサート〈アレクサンドル・ゴドゥノフ〉）※ソフト版
- ママの彼氏はバンパイア（マルカイ・ヴァン・ヘルシング〈ロバート・キャラダイン〉）
- マルティナは海（アルベルト・シエラ〈エドゥアルド・フェルナンデス〉）
- マルホランド・ドライブ（ハーブ、カウボーイ）
- マレフィセント2（ジョン王〈ロバート・リンゼイ〉[95]）
- マンチェスター・バイ・ザ・シー（ジョー・チャンドラー〈カイル・チャンドラー〉）
- 見出された時〜「失われた時を求めて」より〜（シャルリュス男爵〈ジョン・マルコヴィッチ〉）
- ミス・シェパードをお手本に（アラン・ベネット〈アレックス・ジェニングス〉）※ソフト版
- Mr.&Mrs. スミス（エディ〈ヴィンス・ヴォーン〉）※日本テレビ版[96]
- ミステリー・ツアー（ココナッツ・ピート〈ビル・パクストン〉）
- ミッション:インポッシブル3（ジョン・マスグレイヴ〈ビリー・クラダップ〉）※フジテレビ版
- ミニミニ大作戦（ハンサム・ロブ〈ジェイソン・ステイサム〉）
- ミラクル・ワールド ブッシュマン（ナレーター）※オンデマンド配信版
- メッセージ・イン・ア・ボトル（ジョニー・ランド〈ジョン・サヴェージ〉）
- ユナイテッド93 ※テレビ東京版
- ライアー ライアー（リチャード・コール、フレッド）※新盤DVD・BD版
- 楽園をください（ジョージ・クライド〈サイモン・ベイカー〉）
- ラスト・ブラッド（ミスター・パウエル〈JJ・フィールド〉）
- ラッキー・ブレイク（ジミー・ハンズ〈ジェームズ・ネスビット〉）
- ランダム・ハーツ（カレン・チャンドラー〈ピーター・コヨーテ〉）
- リーグ・オブ・レジェンド/時空を超えた戦い（ジキル博士&ハイド氏〈ジェイソン・フレミング〉）※ソフト版
- リーサルレギオン（リンドン・ハリス〈C・トーマス・ハウエル〉）
- リード・マイ・リップス（ケレール〈ピエール・ディオ〉）
- リプレイスメント・キラー（ハント）
- ルイーズに訪れた恋は...（ピーター・ハリントン〈ガブリエル・バーン〉）
- レジェンド・オブ・フォール/果てしなき想い（アルフレッド・ラドロー〈エイダン・クイン〉）※BD版
- レジョネア 戦場の狼たち（レネ・ガルガーニ、ロルフ・ブルーナー）※テレビ東京版
- レッド・ウォーター/サメ地獄（ブレット〈ラングレー・カークウッド〉）※テレビ東京版
- レッドナイト（レッドナイト〈ダニエル・オートゥイユ〉）
- レマゲン鉄橋（クルーガー少佐〈ロバート・ヴォーン〉）※テレビ東京新録版
- レンブラントの夜警（レンブラント・ファン・レイン〈マーティン・フリーマン〉）
- ローサのぬくもり（フアン）
- ローマの休日（アービング・ラドビッチ〈エディ・アルバート〉）※日本テレビ旧録版
- ロール・バウンス（バイロン〈マイク・エップス〉）
- LOST ISLAND ロスト・アイランド（クリスティアン・ヴェーゼンス）
- ロックアウト（ハリー・ショー〈レニー・ジェームズ〉）
- ROCK YOU!（アダマー伯爵〈ルーファス・シーウェル〉）※ソフト版
- ワイルド・スピードシリーズ（2001年 - 2009年、ドミニク・トレット〈ヴィン・ディーゼル〉） ※ソフト版
  - ワイルド・スピード
  - ワイルド・スピードX3 TOKYO DRIFT
  - ワイルド・スピード MAX ※ソフト版2
- ワイルド・タウン/英雄伝説（スタン・ワトキンス〈マイケル・ボーウェン〉）
- ワイルド・レーサー2（ボブ・スミス）
- WASABI（イレーヌ）※ソフト版
- ワンス・アンド・フォーエバー（トム・メツカー大尉〈クラーク・グレッグ〉）※フジテレビ版
- わんわん!ホーム・アローン2（ハリー・バートン）

#### ドラマ
- iCarly（スチュワート・バトラー〈ジャック・ブラック〉）
- アガサ・クリスティー ミス・マープル
  - ゼロ時間へ（ネヴィル・ストレンジ）
  - 青いゼラニウム（ジョージ・プリチャード〈トビー・スティーブンス〉）
- アナザー・ライフ〜天国からの3日間〜 シーズン1 #7（フラッシュ・ジェリコ / デヴィッド・ラザラス〈ジョー・ペニー〉）
- アラン・ドロンの刑事物語 #2（アレックス・ナルニ）
- アローバース（クエンティン・ランス〈ポール・ブラックソーン〉）
  - ARROW/アロー
  - THE FLASH/フラッシュ
  - レジェンド・オブ・トゥモロー
- WITHOUT A TRACE/FBI 失踪者を追え!2（デニソビッチ）
- ウォッチメン（ジャッド・クロフォード〈ドン・ジョンソン〉）
- エージェント・オブ・シールド（イアン・クイン〈デヴィッド・コンラッド〉）
- 英国スキャンダル〜セックスと陰謀のソープ事件（ピーター・ベッセル〈アレックス・ジェニングス〉）
- NCIS: ニューオーリンズ（ドウェイン・“キング”・プライド〈スコット・バクラ〉）
- F.B.EYE!! 相棒犬リーと女性捜査官スーの感動!事件簿（マイルズ・リーランド3世〈テッド・アサートン〉）
- エリザベス1世 〜愛と陰謀の王宮〜（アンジュー公）
- エレメンタリー3 ホームズ&ワトソン in NY（コリン・アイズリー〈エリック・ボゴシアン〉）
- オルタード・カーボン（ローレンス・バンクロフト〈ジェームズ・ピュアフォイ〉）
- キャシーのbig C いま私にできること（ショーン〈ジョン・ベンジャミン・ヒッキー〉[97]）
- 救命医ハンク セレブ診療ファイル（ブライアン船長）
- キリング・イヴ/Killing Eve（ビル・パーグレイヴ〈デヴィッド・ヘイグ〉）
- グッド・ワイフ #11（デューク・ロスコー〈クレイグ・ビアーコ〉）
- コウラン伝 始皇帝の母（趙丹〈ワン・ジーフェイ〉[98]）
- ザ・クラウン 炎のリベンジャー（ダブス）
- ザ・パシフィック（エルモ・“ガニー”・ヘイニー軍曹）
- サブマリン・アタック（ケネディ、ディミートリ・ウラジモフ）
- CIA:ザ・エージェンシー（ジャクソン・ヘイズリー〈ウィル・パットン〉）
- CSI:15 科学捜査班 ザ・ファイナル（ダニエル・ショー〈マーク・バレー〉）
- CSI:ニューヨーク #16（ヴィカロ刑事〈キム・コーツ〉）
- CSI:マイアミ8（トニー・エンライト）
- シークレット・サークル（ジョン・ブラックウェル〈ジョー・ランドー〉）
- ジュディ・ガーランド物語（ラフト）
- 主任警部モース 悔恨の日（パディ・フリン）
- ジョーイ（ガナー）
- 白雪姫（マンデー）
- 新アウターリミッツ（ノーマン・サットン〈マット・フリューワー〉、ベン〈ヴィクター・ガーバー〉、ノア・フィリップス、トム・クーパー、トム・セイモア〈テイト・ドノヴァン〉）
- 新チャーリーズ・エンジェル（ネスター・ロドリゴ〈カルロス・バーナード〉）
- 新・逃亡者（リチャード・キンブル〈ティム・デイリー〉）※フジテレビ版
- 新ビバリーヒルズ青春白書3（デビッド）
- スーパーナチュラル（アザゼル）
- SCORPION/スコーピオン
  - シーズン2 #19（ミック・ドハティ〈エリック・ロバーツ〉）
  - シーズン4 #11（マックス・タルバートソン判事）
- STARTUP スタートアップ（アンドリュー・タルマン）
- スタートレックシリーズ
  - スタートレック:ディープ・スペース・ナイン（ウェイユン）
  - スタートレック:エンタープライズ（チャールズ・“トリップ”・タッカー三世）
- ステート・オブ・プレイ〜陰謀の構図〜（スティーブン・コリンズ〈デヴィッド・モリッシー〉）
- スパルタカス（カエサル）
- SMASH（デレク・ウィルズ〈ジャック・ダヴェンポート〉）
- ダークエンジェル（ブリング）※テレビ朝日版
  - シーズン1 #18（フィル〈レイン・ウィルソン〉）※ソフト版
  - シーズン2 #5（サリー〈トッド・スタシュウィック〉）※ソフト版
- 大草原の小さな家（エドワーズ）
- TOUCH/タッチ（ノックス）
- ダメージ（マーシャル）
- DALLAS/スキャンダラス・シティ（ハリス・ライランド）
- CHASE/逃亡者を追え!（ベン・クロウリー）
- ツイステッド・メタル（ストーン〈トーマス・ヘイデン・チャーチ〉[99]）
- デスパレートな妻たち（レックス・バン・デ・カンブ〈スティーヴン・カルプ〉）
- ドールハウス Dollhouse シーズン1 #3（ビズ）
- 24 -TWENTY FOUR-
  - シーズン1（クルーグマン〈ダリン・ヒームズ〉）
  - シーズン4（ジョー・プラド〈ジョン・サデウス〉）
- 特殊能力捜査官 ペインキラー・ジェーン（アンドレ・マクブラド〈ロブ・スチュワート〉）
- となりのサインフェルド シーズン5 #6（トッド）
- ドラマ 東京裁判（ベルト・レーリンク判事〈マルセル・ヘンセマ〉）
- ナポレオン（メッルテニヒ）
- NUMBERS 天才数学者の事件ファイル（ドン・エプス〈ロブ・モロー〉）
- ノンストップ・スリラー「暴走地区-ZOO-」（マックス・モーガン〈ロビン・トーマス〉）
- ハート・オブ・ディクシー ドクターハートの診療日記（ブリック・ブリーランド〈ティム・マシスン〉）
- バーン・アップ 石油利権の闇（マック〈ブラッドリー・ウィットフォード〉）
- 初恋（ワンギ）
- パトリック・メルローズ（デヴィッド・メルローズ〈ヒューゴ・ウィーヴィング〉[100]）
- HAWAII FIVE-0（カレン〈ロブ・モロー〉）
- バンド・オブ・ブラザース
- ピーキー・ブラインダーズ（チェスター・キャンベル〈サム・ニール〉）
- ファン・ジニ（オムス〈チョ・ソンハ〉）
- 不思議の国のアリス（イモムシ少佐）
- ふたりは最高!ダーマ&グレッグ
  - シーズン3 #12（ダグ）
  - シーズン5 #2（ハワード〈スコット・アドシット〉）
- プライベート・プラクティス 迷えるオトナたち（アーチャー・モンゴメリー〈グラント・ショウ〉）
- THE BLACKLIST/ブラックリスト シーズン1 #20（キングメイカー〈ライナス・ローチ〉）
- フラッシュフォワード
- ブルックリン74分署（フランク・ドノヴァン巡査部長〈ジョン・テニー〉）
- ホーンブロワー 海の勇者（スタイルズ）
- ホワイトカラー（バレリ）
- MACGYVER/マクガイバー（ジェームズ・マクガイバー〈テイト・ドノヴァン〉）
- MAD MEN（ロジャー・スターリング〈ジョン・スラッテリー〉）
- ラッシュアワー #6（ディエゴ・オーティス）
- ROOTS/ルーツ（トム・リー〈ジョナサン・リース＝マイヤーズ〉[101]）
- ロイヤル・スキャンダル 〜エリザベス女王の苦悩〜（ロビン・ジャンブリン）

#### アニメ
- アイアンマン（ブルース・バーナー）
- アイス・エイジ クリスマス（トナカイ）
- 悪魔城ドラキュラ -キャッスルヴァニア-（ドラキュラ[102]）
- アナスタシア（ニコラス2世）
- アノマリサ（マイケル）
- イカボードとトード氏（トード氏）
- オープン・シーズン（ショー）
- オープン・シーズン4 おおかみ男とひみつの森（ショー）
- 王様と私（王様）
- おさるのジョージ（ぺぺ・エルロコ）
- エル・ドラド 黄金の都（トゥリオ）
- カーズ（チック・ヒックス）
- くもりときどきミートボール（パトリック）
- ザ・シンプソンズ（ブラザー・フェイス）
- スター・ウォーズ/クローン・ウォーズ（テレビシリーズ）（ヌーヴォ・ヴィンディ）
- スパイ in デンジャー（キリアン[103]）
- ターザン（ルナール・デュモン）
- トゥイーティーのフライング・アドベンチャー 80日間世界一周大冒険（リムファイア大佐）
- ねずみの騎士デスペローの物語（ロスキューロ）
- ノートルダムの鐘II（クロパン）
- ハウス・オブ・マウス（トード氏、フック船長、トーマス・オマリー、ガストン）
- バービーの王女と村娘（プレミンジャー）
- ピーター・パンシリーズ（ジェームズ〈フック船長〉）
  - ピーター・パン2 ネバーランドの秘密
  - ハウス・オブ・マウス
  - ジェイクとネバーランドのかいぞくたち
  - ティンカー・ベルとネバーランドの海賊船
- ブランディ アンド Mr.ウィスカーズ（ホエザル）
- ブルー 初めての空へ（ナイジェル）
- ブルー2 トロピカル・アドベンチャー（ナイジェル）
- プレイモービル マーラとチャーリーの大冒険（スヴェン[104]）
- ボス・ベイビー: ビジネスは赤ちゃんにおまかせ!（メガ・ムチムチ・社長・ベイビー）
- メリダとおそろしの森（ディンウォール卿）
- モンキー・ラッシュ（カルロ）
- モンスターVSエイリアン（コックローチ博士）
- ラプンツェル ザ・シリーズ（トレヴァー国王）
- ランゴ（エルギン）
- ワンス・アポン・ア・スタジオ -100年の思い出-（トード氏）

### 特撮
- 炎神戦隊ゴーオンジャー（2008年、雷々剱の声）
  - 炎神戦隊ゴーオンジャー BUNBUN!BANBAN!劇場BANG!!（2008年、雷剱の声）
- 宇宙戦隊キュウレンジャー（2017年、ククルーガの声）
- 魔進戦隊キラメイジャー（2020年、キンコ邪面の声[105]）
- 機界戦隊ゼンカイジャー（2022年、SDワルドの声[106]）

### ラジオドラマ
- 押井守シアター ケルベロス鋼鉄の猟犬（ボドルスキ大尉）
- G-SAVIOUR（クリフ）
- VOMIC NARUTO -ナルト- 劇場版公開記念バージョン（うちはマダラ）

### バラエティ
- 連想ゲーム（NHK総合）
- クイズ面白ゼミナール（NHK総合）
- ヒントでピント（TV朝日）

### その他コンテンツ
- NHK番組スポット
- サバイバー（ジェフ・プロブスト）※D-lifeで18シーズンより
- 東京ディズニーリゾート（フック船長、クロパン、ガストン）

## 音楽
- 電子戦隊デンジマン ヒット曲集（1980年、日本コロムビア） - 「ひとりぼっちの青春」「輝けデンジマン」の2曲を歌唱。